# Ostrów Pieckowski
Ostrów Pieckowski (deutsch Peitschendorfswerder) ist ein Ort in der polnischen Woiwodschaft Ermland-Masuren und gehört zur Landgemeinde Piecki (deutsch Peitschendorf) im Powiat Mrągowski (Kreis Sensburg).

## Geographische Lage
Ostrów Pieckowski liegt südlich des Großen Wongelsees (polnisch Jezioro Wągiel) in der südlichen Mitte der Woiwodschaft Ermland-Masuren, elf Kilometer südlich der Kreisstadt Mrągowo (Sensburg).

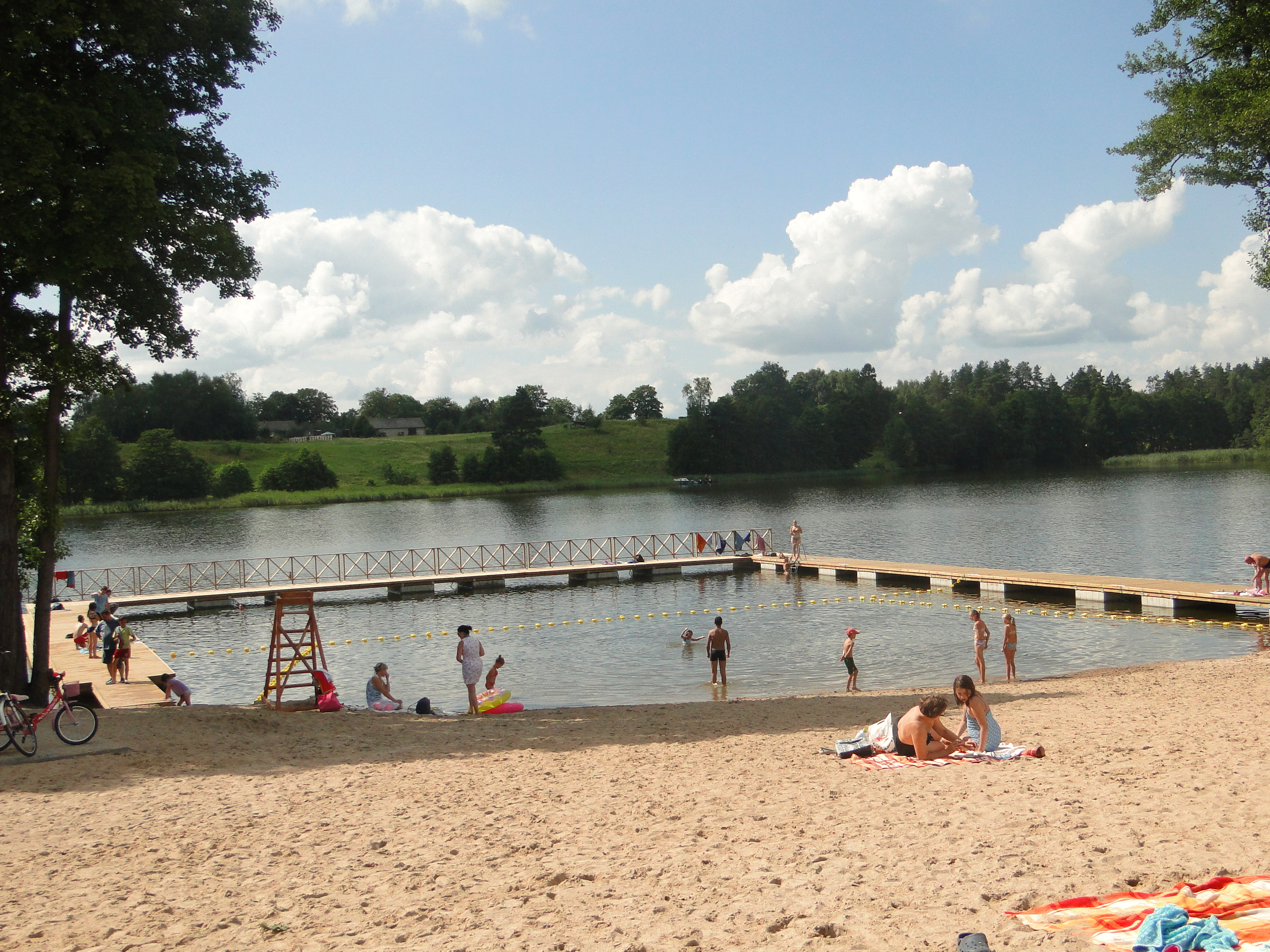
Seebadestelle in Ostrów Pieckowski

## Geschichte
Der nach 1785 Peitschendorfsch Werder genannte kleine Ort wurde 1401 gegründet und bestand ursprünglich lediglich aus einem mittelgroßen Hof. 750 Meter nordwestlich befand sich am Seeufer ein Sägewerk, das überregionale Bedeutung hatte. Bis 1945 war Peitschendorfswerder ein Wohnplatz in der Gemeinde Peitschendorf (polnisch Piecki) im ostpreußischen Kreis Sensburg. Im Jahre 1905 zählte der Ort 21 Einwohner.
In Kriegsfolge wurde 1945 das gesamte südliche Ostpreußen an Polen überstellt, und somit auch Peitschendorfswerder, das die polnische Namensform „Ostrów Pieckowski“ erhielt. Heute ist es eine Ortschaft innerhalb der Landgemeinde Piecki (Peitschendorf) im Powiat Mrągowski (Kreis Sensburg), bis 1998 der Woiwodschaft Olsztyn, seither der Woiwodschaft Ermland-Masuren zugehörig.

## Kirche
Als Wohnplatz in der Gemeinde Peitschendorf war Peitschendorfswerder bis 1934 in die evangelische Kirche Aweyden, danach bis 1945 in die Kirche Peitschendorf in der Kirchenprovinz Ostpreußen der Kirche der Altpreußischen Union, außerdem in die katholische St.-Adalbert-Kirche in Sensburg im damaligen Bistum Ermland eingepfarrt.
Heute gehört Ostrów Pieckowski zur evangelischen Pfarrei Mrągowo mit der Filialgemeinde Naiwady in der Diözese Masuren der Evangelisch-Augsburgischen Kirche in Polen, sowie zur katholischen Pfarrei Nawiady im jetzigen Erzbistum Ermland in der polnischen katholischen Kirche.

## Verkehr
Ostrów Pieckowski liegt östlich der Landesstraße 59 und ist von dort über Piecki über eine Nebenstraße direkt zu erreichen. Ein Bahnanschluss existiert nicht.

## Persönlichkeiten
- Richard Graf von Schwerin (* 24. Mai 1892 in Peitschendorfswerder; † 23. Juli 1951 in Dobrock), deutscher Offizier